# Shevchenko (Kanevskaya, Krasnodar)
Shevchenko (del ruso: Шевченко) es un jútor del raión de Kanevskaya del krai de Krasnodar del sur de Rusia. Está situado en la orilla derecha del río Chelbas, 13 km al este de Kanevskaya y 119 km al norte de Krasnodar, la capital del krai. Tenía 59 habitantes en 2010.
Pertenece al municipio Starodereviankovskoye.